# De Ruygenhoek

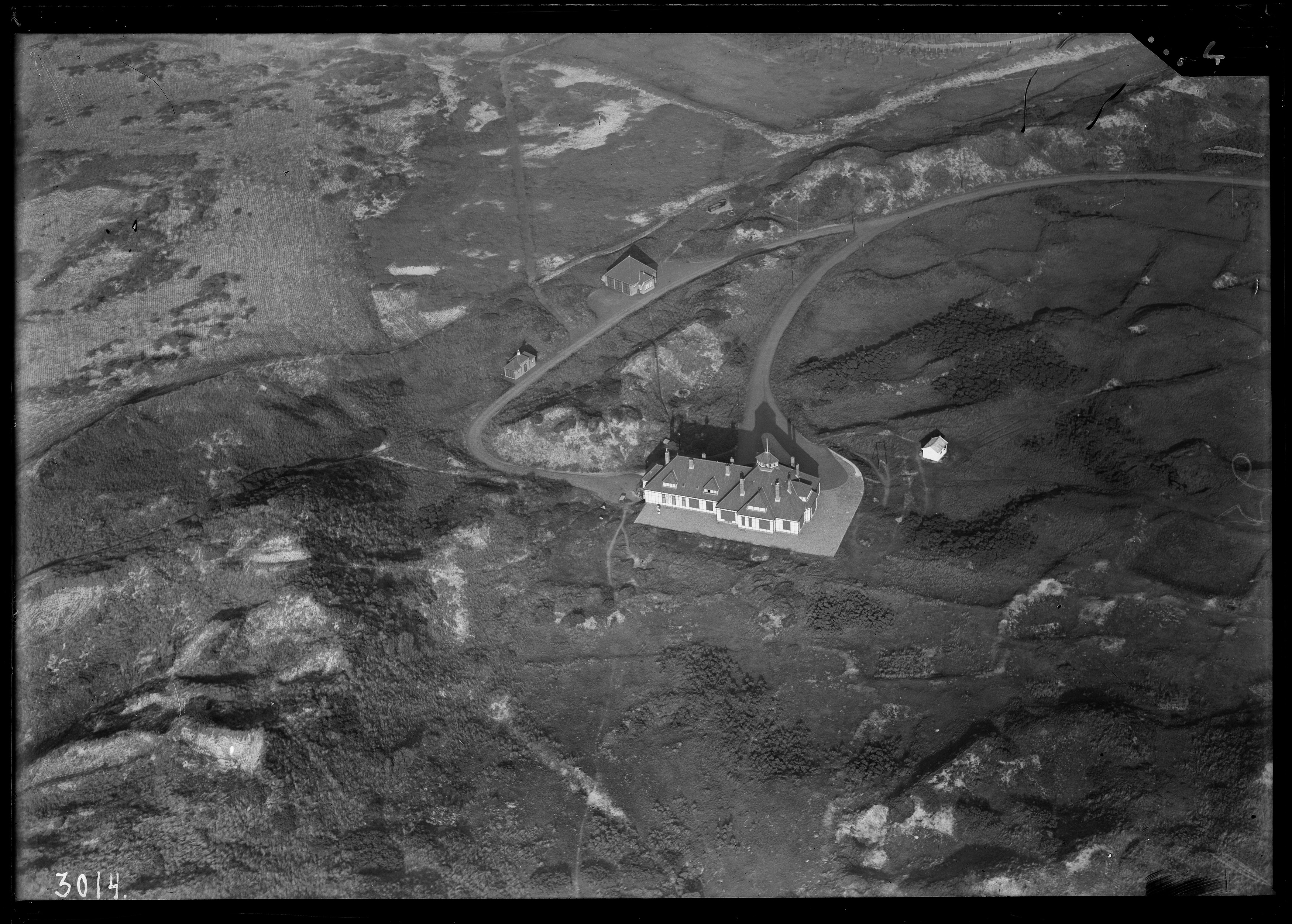
Villa De Ruygenhoek, luchtfoto tussen 1920 en 1940

De Ruygenhoek was de duinvilla in Scheveningen van koningin Wilhelmina die in 1917 voor haar werd gebouwd om er van de zeelucht te genieten en er te schilderen.
Het huis lijkt genoemd te zijn naar het dorpje Ruigenhoek ten noorden van Noordwijk.
De naam was volgens Wilhelmina een plagerijtje, omdat buitenlanders die niet konden uitspreken. Later werd het buitenverblijf gebruikt als vakantievilla voor personeel van het Koninklijk Huis. De villa is in 1983 afgebrand.